# 于沃讷河畔拉佩讷
于沃讷河畔拉佩讷（法語：La Penne-sur-Huveaune，法語發音：[la pɛn syʁ yvon]）是法国罗讷河口省的一个市镇，位于该省南部，马赛和欧巴涅之间，属于马赛区。

## 地理
于沃讷河畔拉佩讷（43°16'50"N, 5°30'57"E）面积3.56 平方千米，位于法国普罗旺斯-阿尔卑斯-蓝色海岸大区罗讷河口省，该省份为法国东南部沿海省份，北起沃克吕兹省，西接加尔省，南濒地中海，东临瓦尔省。
与于沃讷河畔拉佩讷接壤的市镇（或旧市镇、城区）包括：欧巴涅、马赛。

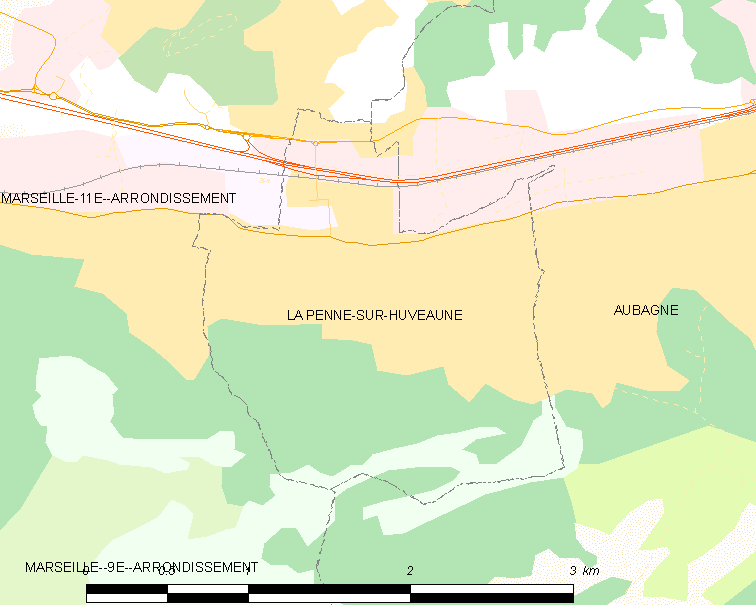
于沃讷河畔拉佩讷的OSM定位图

于沃讷河畔拉佩讷的时区为UTC+01:00、UTC+02:00（夏令时）。

## 行政
于沃讷河畔拉佩讷的邮政编码为13821，INSEE市镇编码为13070。

## 政治
于沃讷河畔拉佩讷所属的省级选区为欧巴涅县。

## 人口

1962-2008年间于沃讷河畔拉佩讷人口变化图示

于沃讷河畔拉佩讷于2022年1月1日时的人口数量为6618人。